# Anke Abraham

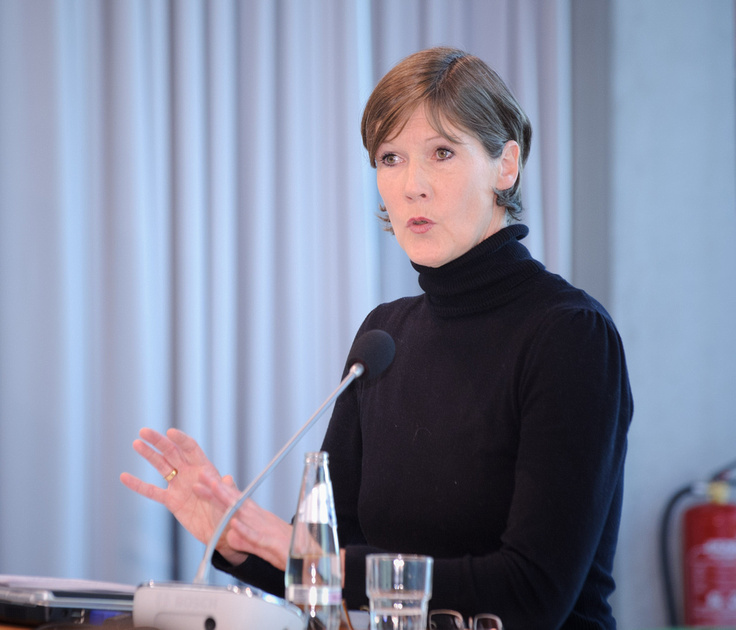
Anke Abraham, 2011

Anke Abraham (* 12. Mai 1960 in Lüneburg; † 28. April 2017 in Marburg) war eine deutsche Rhythmische Sportgymnastin, Sportwissenschaftlerin und Soziologin. Sie lehrte ab 2004 als Professorin an der Philipps-Universität Marburg.

## Leben

### Schule und Studium
Anke Abraham besuchte in ihrer Geburtsstadt Lüneburg die Wilhelm-Raabe-Schule, wo sie 1978 das Abitur erlangte. Mit dem Ziel, Lehrerin zu werden, studierte sie ab 1979 Sportwissenschaften sowie Germanistik, Soziologie und Pädagogik an der Deutschen Sporthochschule Köln. 1984 schloss sie das Studium mit einer Diplomarbeit über „Identitätskonstitutionen in der Rhythmischen Sportgymnastik“ ab, für die sie eine Auszeichnung vom International Committee for Sociology of Sport (heute International Sociology of Sport Association) erhielt.

### Karriere als Rhythmische Sportgymnastin
Abraham trainierte in ihrer Kindheit und Jugend Rhythmische Sportgymnastik beim MTV Treubund Lüneburg, dessen Mitglied sie von 1972 bis 1982 war und zu dessen erfolgreichsten Sportlerinnen sie in dieser Zeit gehörte. Ihre Trainerin war Livia Medilanski. Die 1,70 m große Abraham wurde mehrfach Landes- und Deutsche Meisterin in ihrem Sport. So holte sie 1976 mit der Lüneburger Gruppe die Deutsche Jugend-Meisterschaft und erreichte 1978 den gleichen Erfolg bei den Erwachsenen. 1980 wurde sie erstmals Deutsche Meisterin im Einzel (Vierkampf). Sie war Mitglied der Nationalmannschaft des DTB und nahm von 1979 bis 1981 an Europa- und Weltmeisterschaften teil.

### Tänzerin und Choreografin mit dem Tanzensemble „Maja Lex“
Nach Abschluss ihrer Leistungssport-Karriere war Abraham weiterhin als Tänzerin und Choreografin des Kölner Tanzensembles „Maja Lex“ aktiv. Noch während ihres Studiums an der Kölner Sporthochschule war sie dort von der damaligen Leiterin der hochschulinternen Tanzgruppe, Graziela Padilla, als Mitglied aufgenommen worden. Im Herbst 1988 trennte sich das Ensemble von der Sporthochschule und unternahm eine erste Tournee durch Süddeutschland. Von 1989 bis 1993 hatte Abraham die künstlerische Leitung des Ensembles inne. Als Choreografin kreierte sie drei Stücke für „Maja Lex“: das Sextett Concerto Grosso (1988, Coreografie für sechs Tänzerinnen in vier Sätzen, nach Arcangelo Corellis Concerto grosso, c-moll), das Quintett Sedianka – abendliches Treffen (1989, zur Musik von Mystère des Voix Bulgares) und Maigesang (1990). Sie trat als Tänzerin sowie in ihren selbst choreografierten als auch in anderen Stücken auf. 1989 erreichte Abrahams Concerto Grosso den dritten Platz beim Choreographischen Wettbewerb der Ballett Gesellschaft Hannover. Neben nationalen Auftritten gab „Maja Lex“ unter anderem auch Gastspiele in Paris, Charkow und Atlanta. 1990 führten sie als nationale Auswahl beim internationalen Choreografie-Wettbewerb „Rencontres chorégraphiques internationales de Seine-Saint-Denis“ das Stück Sedianka – abendliches Treffen auf und erhielten dafür eine spezielle Erwähnung der Jury im Bereich Interpretation. Mit Abschluss der Spielzeit 1991/1992 verließ Abraham das Ensemble aus gesundheitlichen und finanziellen Gründen und beendete ihre Laufbahn als Tänzerin. Ihre Erfahrungen gab sie als Tanzpädagogin weiter.

### Weiterer Akademischer Werdegang, Lehre und Forschung
1991 wurde Abraham mit dem Prädikat „Summa cum laude“ an der Universität Oldenburg promoviert. Ihre Dissertation behandelte das Thema Frauen, Körper, Krankheit, Kunst: zum Prozess der Spaltung von Erfahrung und dem Problem der Subjektwerdung von Frauen; dargestellt am Beispiel des zeitgenössischen künstlerischen Tanzes. Von 1993 bis 1997 war sie als wissenschaftliche Mitarbeiterin an der Pädagogischen Hochschule Erfurt tätig. Sie habilitierte sich 2001 an der Universität Dortmund in Soziologie (Habilitationsschrift Der Körper im biographischen Kontext) und 2004 im Fach Sportwissenschaft in Erfurt. Ab April 2004 hatte sie die C3-Professur „Psychologie der Bewegung“ am Institut für Sportwissenschaft und Motologie des Fachbereichs Erziehungswissenschaften der Philipps-Universität Marburg inne. Zuletzt war sie zudem in Marburg Prodekanin des Fachbereiches Erziehungswissenschaften und Akademische Leiterin des Weiterbildungsmasters Kulturelle Bildung an Schulen.
Der Schwerpunkt von Anke Abrahams Forschungsarbeit lag im Bereich Soziologie des Körpers. Sie betrachtete Körperlichkeit und Bewegung (oft Sport und Tanz) in entwicklungspsychologischen, biografischen und geschlechterbezogenen Kontexten. Sie engagierte sich auch in der Gesundheitsförderung und war eine qualifizierte Konzentrative Bewegungstherapeutin.

### Familie und Lebensende
Anke Abraham war mit dem Soziologen Michael Klein (* 1941) verheiratet, mit dem sie zwischenzeitlich auch zusammenarbeitete. Sie starb 2017 im Alter von 56 Jahren nach schwerer Krankheit.

## Publikationen (Auswahl)
- Identitätsprobleme in der rhythmischen Sportgymnastik: eine Untersuchung zur Auswirkung sportartspezifischer Identitätskonstitutionen auf die Identitätsfindung nach Beendigung der leistungssportlichen Laufbahn. (= Beiträge zur Lehre und Forschung im Sport. Band 94) Hofmann, Schorndorf 1986, ISBN 3-7780-4941-0.
- Frauen, Körper, Krankheit, Kunst: zum Prozess der Spaltung von Erfahrung und dem Problem der Subjektwerdung von Frauen; dargestellt am Beispiel des zeitgenössischen künstlerischen Tanzes. 2 Bände. Bis, Oldenburg 1992, ISBN 3-8142-0396-8, ISBN 3-8142-0405-0.
- Lebensspuren: Beiträge zur Geschlechterforschung und zu einer Soziologie des Körpers und der ästhetischen Erfahrung; Aufsätze und Vorträge 1995–1998. (= Erfurter Beiträge zur Soziologie. Band 2) Pädagogische Hochschule Erfurt, 1998, ISBN 3-933946-02-6.
- Der Körper im biographischen Kontext: ein wissenssoziologischer Beitrag. Westdeutscher Verlag, Wiesbaden 2002, ISBN 3-531-13829-4.
- Herausgeberschaft zusammen mit Beatrice Müller: Körperhandeln und Körpererleben: multidisziplinäre Perspektiven auf ein brisantes Feld. Transcript, Bielefeld 2010, ISBN 978-3-8376-1227-1.